# Cestas
Cestas là một xã trong tỉnh Gironde, thuộc vùng Nouvelle-Aquitaine của nước Pháp, có dân số là 16.927 người (thời điểm 1999).